# آرتاوازد گئورگیان
آرتاوازد آشوتی گئورگیان (ارمنی: Արտավազդ Աշոտի Գևորգյան؛ ۱۹۲۶ - ۲۰۱۷) حقوقدان، استاد دانشگاه، فعال و سیاستمدار اهل ارمنستان بود که از تاریخ ۱۹۵۹ تا تاریخ ۱۹۶۱ و بار دیگر از از تاریخ ۱۹۹۰ تا تاریخ ۱۹۹۷ سمت دادستان کل جمهوری ارمنستان را برعهده داشت.

## زندگی‌نامه
وی در ۱۹۲۶ در کیروواکان به دنیا آمد و از دانشکده حقوق دانشگاه دولتی ایروان فارغ‌التحصیل گشت.  وی در ۲۰۱۷ در سن ۹۱ سالگی درگذشت.